# Paul Jacot
Paul jacot, né à Paris le 29 décembre 1798 et mort en 1860, est un architecte Français qui a travaillé une grande partie de sa vie en Russie. Il est l'auteur de plusieurs bâtiments et ensembles architecturaux majeurs situés dans la ville de Saint-Pétersbourg et ses environs.
Paul Jacot fut actif à Saint-Pétersbourg dans le premier tiers du XIXe siècle. Il est reconnu comme l'un des derniers maîtres du classicisme, qui a influencé la formation de l'architecture « stricte » caractéristique de Saint-Pétersbourg   .

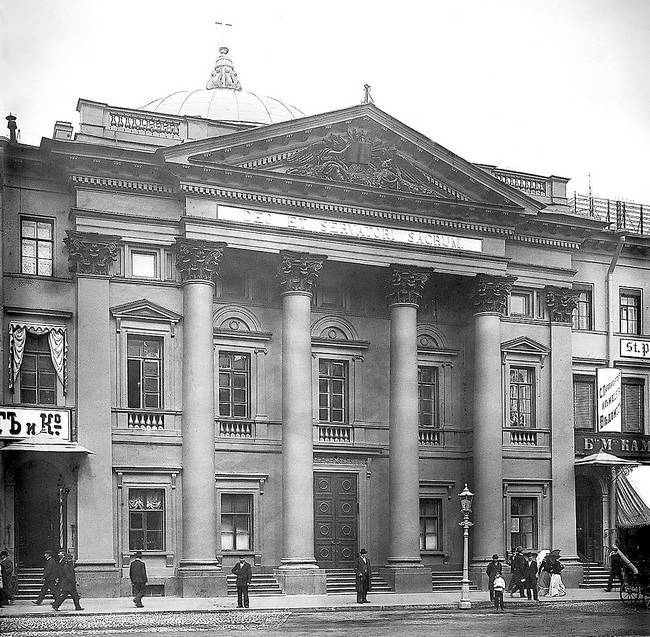
Le bâtiment le plus célèbre de Paul Jacot est l'église réformée hollandaise

Joseph Paul Louis Jacot est né à Paris en 1798. Il a fait ses études à l' École des Beaux-Arts de Paris, où ses professeurs étaient François Debret et Louis-Hippolyte Lebas. À la fin de 1821, il arrive à Saint-Pétersbourg, où il commence à travailler sous la direction de Carlo Rossi. Paul Jacot a servi dans le Cabinet de leur Majesté Impériale Alexandre 1er et Nicolas 1er; De 1823 à 1838, il enseigne comme professeur d'architecture à l'Institut du Corps des ingénieurs des chemins de fer. En outre, l'architecte était un propriétaire entrepreneur et a construit plusieurs de ses propres maisons  . Paul Jacot a été fait chevalier de l'Ordre de Saint-Alexandre Nevski, Saint-Vladimir et Saint-Anne.
En 1840, Paul Jacot revient en France. Il meurt à Paris en 1860 .
- Bâtiment de l'État-Major Général (sous la direction de Carlo Rossi ) ;
- Maison Engelhardt ;
- Maison de l'Église réformée néerlandaise ;
- Maison Dashkov (Place des Arts, 5/4) ;
- Grande Salle de l'Orchestre Philharmonique de Saint-Pétersbourg ;
- Maison de Paul Jacot (rue Bolshaya Morskaya, 11/6).

## Remarques
1. ↑  Юсупов 1994.
2. ↑  Шульц, Склярский 2003.
3. ↑  Кириков 2017.
4. ↑  « Jacot, Paul. Biographie rédigée par Marie-Laure Crosnier Leconte »(fr).

## Littérature
- Albert Aspidov, Arabesques de Saint Petersbourg,
- Slovar Terminov, Dictionnaire des termes d'architecture
- Sergueï Sergueïevitch Shul'ts, Vladimir A. Sklyarsky, siècle présent siècle passé.
- Boris Kirikov, Triangle d'Or de Saint-Pétersbourg. Rues Konyushennye, place, ponts.